# Адвентивни орган
Адвентивни орган је орган развијен из било ког биљног дела, осим оног из кога се нормално развија онтогенезом. Адвентивни коренови су сви они који нису настали из радикуле, односно корена ембриона и његових бочних коренова. Адвентивни пупољци (и изданци) су сви они који нису развијени из вршног, бочних или успаваних пупољака на стаблу. 
Повреде могу да индукују развој адвентивних органа. Повређено стабло формира калус, а из њега се формирају адвентивни пупољци, односно изданци. Делови стабла, или лист код неких зељастих биљака, који се називају резнице стабла и листа пободене у одговарајући супстрат (са стимулацијом фитохормонима), или без ње, образују адвентивне коренове. Ова особина биљака да регенеришу органе користи се за њихово вегетативно размнoжавање.